# Egemen Bağış

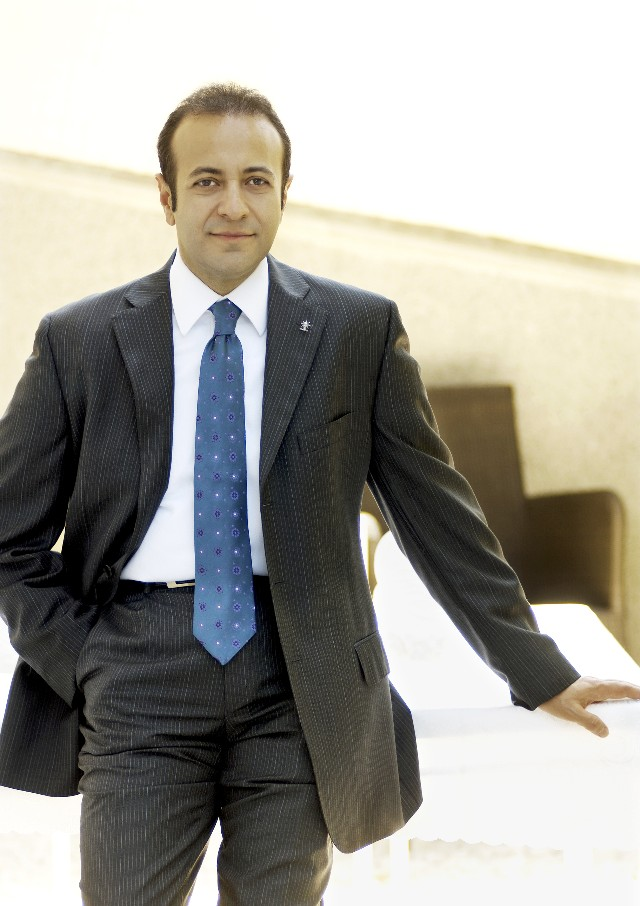
Egemen Bağış in Ankara, 2007

Egemen Bağış (* 23. April 1970 in Bingöl) ist ein türkischer Politiker der Adalet ve Kalkınma Partisi (AKP) und von 2009 bis 25. Dezember 2013 erster türkischer Europaminister.

## Leben
Bağış Familie stammt ursprünglich aus der Provinz Siirt. Sein Vater Abdullah Bağış war zwischen 1974 und 1979 Bürgermeister der Stadt Siirt. Egemen Bağış lebte von 1985 bis 2002 in den Vereinigten Staaten und studierte in New York „Human Resources“ (Personalmanagement). Im November 2002 kam er für die AKP ins türkische Parlament. Er gilt als Reformer und entschiedener Befürworter der EU.
Im Januar 2009 wurde Bağış zum ersten türkischen Staatsminister für die Europäische Union ernannt, was im folgenden Kabinett im Juli 2011 zum Europaminister aufgewertet wurde. Er übernahm die Leitung der Beitrittsverhandlungen der Türkei mit der Europäischen Union, die bis dahin bei Außenminister Ali Babacan gelegen hatte. Am 25. Dezember 2013 wurde er im Rahmen einer Kabinettsumbildung im Zuge eines Korruptionsskandals durch Mevlüt Çavuşoğlu als Europaminister ersetzt.
Am 18. März wurde ein Telefonmitschnitt anonym auf Youtube veröffentlicht. Dort spricht der Hürriyet-Journalist Metehan Demir den Egemen Bağış in einem Privatgespräch auf seine kürzlich getwitterten Koranverse an und fragt, ob er sie aus einem kleinen Büchlein hat. Bağış entgegnet, er würde sie einfach mit Stichworten googeln und per Twitter „wegschleudern“ (salla gitsin). Während Metehan Demir die arabische Sprache simuliert, mit einem ironischen Unterton sich einen fiktiven Vers aus der kuranischen Bakara-Sure ausdenkt und diesen mit „dieser Bakara ist gut“ kommentiert, entgegnet Egemen Bağış lachend „Makara ist gut“ (Ein ins lächerliche ziehender Reim auf Bakara). Nach der Veröffentlichung entschuldigte sich Metehan Demir auf Twitter für das Gespräch, Egemen Bağış sprach von einer „Montage“.
Bağış ist verheiratet und hat zwei Kinder.

## Positionen

### EU-Beitritt
Bağış warnte die deutsche Bundeskanzlerin Merkel am 20. Juni 2013 sie solle nicht mit dem EU-Beitritt spielen. Sie werde „sehen, dass diejenigen, die sich in die Angelegenheiten der Türkei einmischen, kein vielverheißendes Ende nehmen“, wurde er von einer Agentur zitiert.
Außenminister Guido Westerwelle sagte dazu am gleichen Tag, wenn Bağış richtig wiedergegeben worden sei – man werde das noch überprüfen – dann sei er, Westerwelle, „verwundert und verstört“. Dies sei eine Sprache, die man miteinander nicht pflegen sollte. Es gibt Mahnungen an die Adresse Ankaras. Das Entstehen einer Zivilgesellschaft solle eine Regierung „nicht fürchten“, sondern sich darüber freuen – „erst recht, wenn man nach Europa will“. Wenige Tage danach relativierte Bağış seine Äußerung und versicherte, bei seinen Drohungen in den Tagen zuvor habe sich um ein „Missverständnis“ gehandelt, er habe lediglich seine Enttäuschung über die Reaktionen aus Deutschland zum Ausdruck bringen wollen.

### Lösung des Zypernkonfliktes
Bağış plädiert für eine Lösung des Zypernkonflikts, bei der sich beide Seiten einigen. Auf die Frage eines Journalisten, ob der Anschluss Nordzyperns an die Türkei Thema werden könne, antwortete der Minister, das könne auch eine Alternative sein.

### Gezi-Park-Proteste
Während der Proteste in der Türkei 2013 wurde der neben dem Taksim-Platz liegende Gezi-Park am 15. Juni 2013 gewaltsam geräumt. Bağış erklärte in einem Interview, dass jeder, der den Taksim-Platz betrete, wie ein Terrorist behandelt werde.

### Leugnung des Völkermordes an den Armeniern
Bağış hatte im Januar 2012 beim Weltwirtschaftsforum in Davos und am Rande eines Konzertes der Sängerin Sezen Aksu in Zürich den Völkermord an den Armeniern geleugnet. Nachdem diese Äußerungen in diversen türkischen Medien erschienen, wurden diese gesammelt von der Gesellschaft Schweiz-Armenien an die Staatsanwaltschaft I des Kantons Zürich übergeben. Im Februar 2012 leitete die Zürcher Staatsanwaltschaft Ermittlungen gegen Bağış wegen Verstoßes gegen die Rassismus-Strafnorm ein. Bağış steht auch nach Beginn der Ermittlungen zu seiner Bestreitung des Genozids und bekräftigte sie. Im Gespräch mit Welt Online forderte er, die „Deutschen sollten ihre Archive öffnen und Historiker das Material auswerten lassen“. Nach Beginn der Ermittlungen wurde der Schweizer Botschafter in Ankara, Raimund Kunz, am 6. Februar 2012 wegen der Angelegenheit in das Ministerium für Auswärtige Angelegenheiten der Republik Türkei einbestellt.

## Auszeichnungen
Bağış wurde 2011 mit der Komtur des Verdienstordens der Italienischen Republik ausgezeichnet. 2005 erhielt er den Verdienstorden in Offiziersklasse.